# Шенгавит (станция метро)
Шенгави́т (арм. Շենգավիթ) — 7-я станция Ереванского метрополитена.

## История
Открылась 26 декабря 1985 года при очередном продлении линии метро на один перегон. Спроектирована архитекторами Р. Джулакяном, С. Бурхаджяном и А. Мирзояном как односводчатая станция мелкого заложения с островной платформой.

## Описание
Станция расположена на юге Еревана, в районе Шенгавит на улице Согомона Таронци в парке Артура Карапетяна. Станция Шенгавит соединяет станцию Горцаранаин со станцией Гарегин Нжде. Существует также второстепенная линия, соединяющая Шенгавит со станцией Чарбах. Стрелка и сразу же выходящее на поверхность ответвление видны со станции. Выход со станции осуществляется по лестнице, расположенной в торце со стороны ответвления, улицам Тадевосяна и 9-й улице м/р Шенгавит.

### Оформление
Путевые стены в нижней части свода облицованы серым мрамором. Вдоль оси станции установлен ряд многоугольных торшеров, на каждом — по четыре светильника. В начале и середине 2000-х годов считалась одной из самых тёмных станций в Ереване и СНГ по версии сайта «Мир метро».

## Интересный факт
Станция „Шенгавит“ — единственная в Ереване станция метро мелкого заложения.